# Hudson Bay

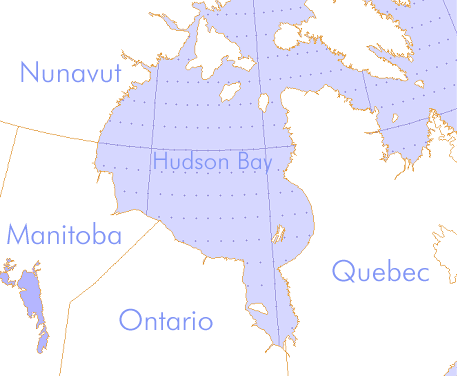
Karta över Hudson Bay.

Hudson Bay (franska: Baie d'Hudson, ibland på svenska: Hudsons vik) är ett innanhav (randhav) i nordöstra Kanada. Hudson Bay upptäcktes 1610 av Henry Hudson och uppkallades efter honom. 
Hudson Bay gränsar till de kanadensiska provinserna Manitoba, Ontario och Québec samt till det kanadensiska territoriet Nunavut. Hudson Bay sammanhänger i öster genom Hudsonsundet med Atlanten och står genom Fox Channel i förbindelse med Norra ishavet. Arealen beräknas till 1 222 600 kvadratkilometer. Längden sträcker sig från norr till syd till 1 400 kilometer och bredden till 1 000 kilometer. Det är ett grunt hav med ett medeldjup av 130 meter. Det största uppmätta djupet är 228 meter.
Hudson Bay har flera stora bukter, i söder Jamesbukten, i väster Button Bay- och i norr Chesterfield Bay, samt är full av sandbankar, klippor och öar. Bland öarna är Southampton Island, Coats Island och Mansel Island de största. En mängd floder har sitt utlopp i Hudson Bay, bland vilka de största är Churchill, Nelson, Severn, Albany, Moose, Rupert, Nottaway och Eastmain, vilka avvattnar ett område av 3,6 miljoner kvadratkilometer. Trots att den är belägen söder om polcirkeln, är Hudson Bay istäckt från mitten av december till mitten av juni. Högsta vattentemperaturen ligger på 8-9 grader i slutet av sommaren. 
Hudson-bay-kompaniet hade flera faktorier vid Hudson Bay, av vilka de mest betydande var Fort-York vid Nelsonflodens utlopp i Port Nelson, Churchill och Moosonee.